# Mohamed Wael Derbali
Mohamed Wael Derbali (in arabo محمد وائل الدربالي‎?; Tolosa, 18 giugno 2003) è un calciatore tunisino, centrocampista dell'Espérance e della nazionale tunisina.

## Carriera

### Club
Derbali ha iniziato a giocare a calcio nel settore giovanile del Tolosa, ma nel 2019 si è trasferito in Tunisia all'Espérance. Nel 2021 è passato all'Olympique Béja dove ha debuttato il 16 ottobre nell'incontro di Championnat de Ligue Professionelle 1 vinto 2-0 contro l'Espérance Zarzis. Nel 2023 ha fatto ritorno all'Esperance.

### Nazionale
Nel 2023 è stato convocato dalla Tunisia Under-20 per disputare il campionato mondiale Under-20 di categoria. Il 6 giugno seguente ha debuttato con la nazionale maggiore giocando gli ultimi minuti dell'incontro di qualificazione per la Coppa delle nazioni africane 2023 perso 1-0 contro la Guinea Equatoriale.

## Statistiche

### Presenze e reti nei club
Statistiche aggiornate al 2 settembre 2024
| Stagione              | Squadra               | Campionato            | Campionato | Campionato | Coppe nazionali | Coppe nazionali | Coppe nazionali | Coppe continentali | Coppe continentali | Coppe continentali | Altre coppe | Altre coppe | Altre coppe | Totale | Totale | Totale |
| Stagione              | Squadra               | Comp                  | Pres       | Reti       | Comp            | Pres            | Reti            | Comp               | Pres               | Reti               | Comp        | Pres        | Reti        | Pres   | Reti   |        |
| --------------------- | --------------------- | --------------------- | ---------- | ---------- | --------------- | --------------- | --------------- | ------------------ | ------------------ | ------------------ | ----------- | ----------- | ----------- | ------ | ------ | ------ |
| 2021-2022             | Olympique Béja        | L1                    | 12         | 0          | CT              | 0               | 0               | -                  | -                  | -                  | -           | -           | -           | 12     | 0      |        |
| 2022-2023             | Olympique Béja        | L1                    | 20         | 0          | CT              | 1               | 0               | -                  | -                  | -                  | -           | -           | -           | 21     | 0      |        |
| Totale Olympique Béja | Totale Olympique Béja | Totale Olympique Béja | 32         | 0          |                 | 1               | 0               |                    | -                  | -                  |             | -           | -           | 33     | 0      |        |
| 2023-2024             | Espérance             | L1                    | 17         | 1          | CT              | 1               | 0               | CCL                | 4                  | 0                  | AFL         | 2           | 0           | 27     | 1      |        |
| 2024-2025             | Espérance             | L1                    | 1          | 0          | CT              | 0               | 0               | -                  | -                  | -                  | -           | -           | -           | 1      | 0      |        |
| Totale Espérance      | Totale Espérance      | Totale Espérance      | 18         | 1          |                 | 1               | 0               |                    | 4                  | 0                  |             | 2           | 0           | 25     | 1      |        |
| Totale carriera       | Totale carriera       | Totale carriera       | 50         | 1          |                 | 2               | 0               |                    | 4                  | 0                  |             | 2           | 0           | 58     | 1      |        |

### Cronologia presenze e reti in nazionale
| Cronologia completa delle presenze e delle reti in nazionale ― Tunisia | Cronologia completa delle presenze e delle reti in nazionale ― Tunisia | Cronologia completa delle presenze e delle reti in nazionale ― Tunisia | Cronologia completa delle presenze e delle reti in nazionale ― Tunisia | Cronologia completa delle presenze e delle reti in nazionale ― Tunisia | Cronologia completa delle presenze e delle reti in nazionale ― Tunisia | Cronologia completa delle presenze e delle reti in nazionale ― Tunisia | Cronologia completa delle presenze e delle reti in nazionale ― Tunisia |
| Data                                                                   | Città                                                                  | In casa                                                                | Risultato                                                              | Ospiti                                                                 | Competizione                                                           | Reti                                                                   | Note                                                                   |
| ---------------------------------------------------------------------- | ---------------------------------------------------------------------- | ---------------------------------------------------------------------- | ---------------------------------------------------------------------- | ---------------------------------------------------------------------- | ---------------------------------------------------------------------- | ---------------------------------------------------------------------- | ---------------------------------------------------------------------- |
| 17-6-2023                                                              | Malabo                                                                 | Guinea Equatoriale                                                     | 1 – 0                                                                  | Tunisia                                                                | Qual. Coppa d'Africa 2023                                              | -                                                                      | 90+2’                                                                  |
| Totale                                                                 |                                                                        | Presenze                                                               | 1                                                                      |                                                                        | Reti                                                                   | 0                                                                      |                                                                        |

## Palmarès

### Club

#### Competizioni nazionali
- Coppa di Tunisia: 1

Olympique Béja: 2022-2023